# Фредерик Тезигер, 1. виконт Челмсфорд
Фредерик Џон Нејпир Тезигер, 1. виконт Челмсфорд (енгл. Frederic John Napier Thesiger, 1st Viscount Chelmsford); 12. август 1868 – 1. април 1933) је био британски државник. Служио је на мјесту гувернера Квинсленда од 1905. до 1909, гувернера Новог Јужног Велса од 1909. до 1913, и на мјесту поткраља Индије од 1916. до 1921, гдје је био одговоран за увођење Монтагу-Челмсфордових реформи. Након што је кратко био Први лорд Адмиралитета у влади Ремзија Макдоналда, влада Џека Ланга га је поставила за Агент-генерала за Нови Јужни Велс, прије него што се повукао у мировину.
Био је син Фредерик Тезигерa, 2. баронa Челмсфордa.